# Kozomín
Kozomín är en ort i Tjeckien.   Den ligger i regionen Mellersta Böhmen, i den centrala delen av landet, 17 km norr om huvudstaden Prag. Kozomín ligger 215 meter över havet och antalet invånare är 261.
Terrängen runt Kozomín är platt, och sluttar norrut. Runt Kozomín är det mycket tätbefolkat, med 1 754 invånare per kvadratkilometer. Närmaste större samhälle är Prag, 16,9 km söder om Kozomín. Trakten runt Kozomín består till största delen av jordbruksmark.